# La Tuque
La Tuque ist eine Stadt (Ville) in der Verwaltungsregion Mauricie der kanadischen Provinz Québec.
Sie liegt am Fluss Saint-Maurice. Die Stadt wurde 1850 gegründet. Ihre derzeitige Größe erhielt sie durch die Zusammenlegung einiger Ortschaften im Jahr 2003. Das alte La Tuque war dabei mit über 12.000 Einwohnern die größte. La Tuque ist an das Bahnnetz von VIA Rail Canada angeschlossen.
Die Agglomération de La Tuque umfasst neben der Stadt La Tuque noch die Gemeinden La Bostonnais und Lac-Édouard. Sie bildet ein territoriales Äquivalent zu einer  Grafschaftsgemeinde.

## Söhne und Töchter der Stadt
- Félix Leclerc (1914–1988), Sänger, Musiker und Schauspieler
- René Alain (1921–1968), Akkordeonist
- Martin Veillette (* 1936), römisch-katholischer Bischof
- Dany Bouchard (* 1967), Skilangläufer

## Einzelnachweise

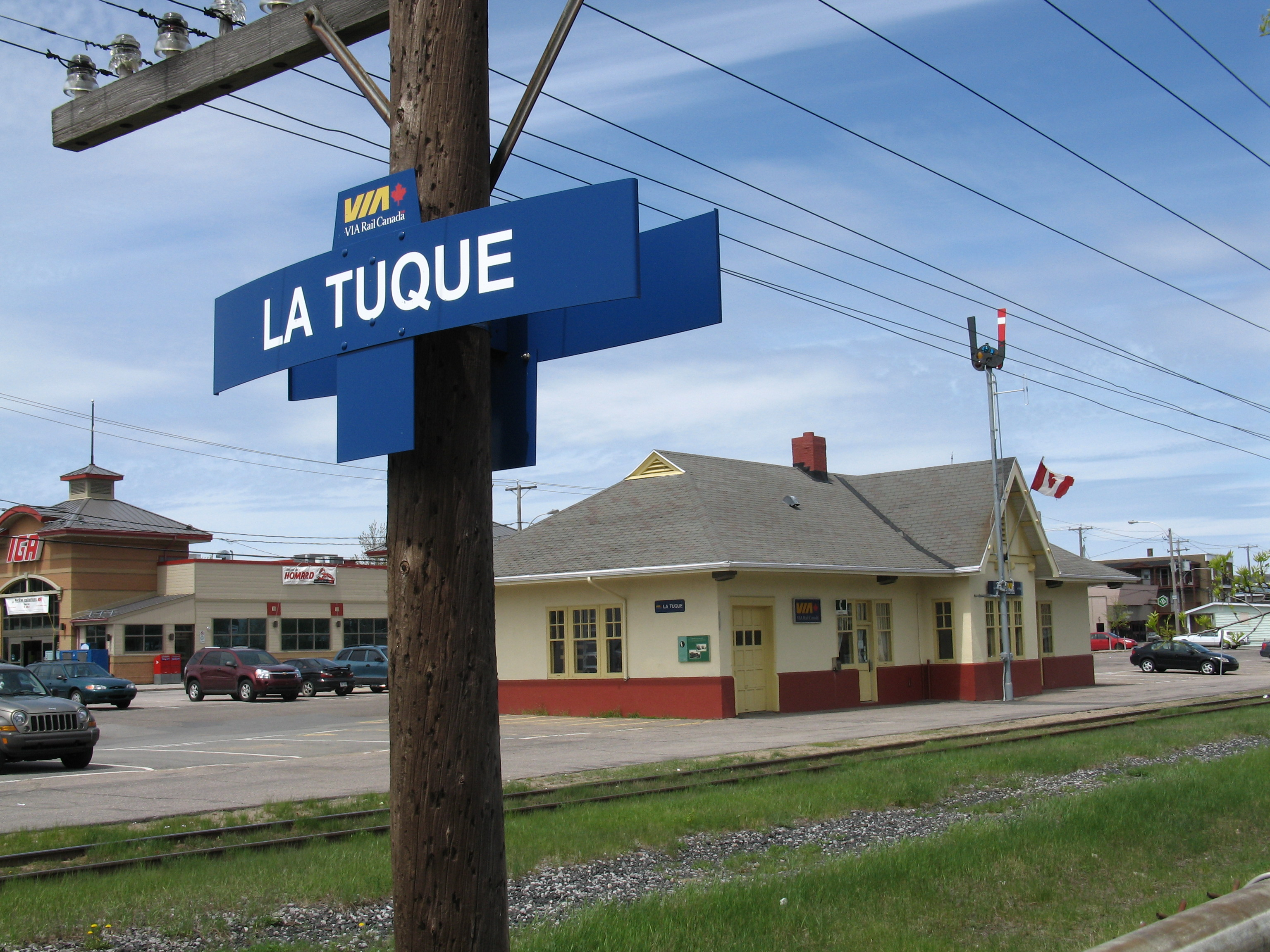
Via Rail-La Tuque